# Résolution 808 du Conseil de sécurité des Nations unies
Membres permanents
- Chine
- États-Unis
- France
- Royaume-Uni
- Russie

Membres non permanents
- Brésil
- Cap-Vert
- Djibouti
- Espagne
- Hongrie
- Japon
- Maroc
- Nouvelle-Zélande
- Pakistan
- Venezuela

Résolution no 807 Résolution no 809
La résolution 808 du Conseil de sécurité des Nations unies, a été adoptée à l'unanimité le 22 février 1993. Après avoir réaffirmé la résolution 713 (1991) et les résolutions ultérieures sur la situation en ex-Yougoslavie, y compris les résolutions 764 (1992), 771 (1992) et 780 (1992), le Conseil de sécurité, a affirmé sa détermination à mettre fin aux crimes tels que le nettoyage ethnique et les autres violations du droit international humanitaire, a décidé qu'un tribunal international devrait être créé pour poursuivre les personnes responsables de violations graves du droit international humanitaire commises dans l'ex-Yougoslavie depuis 1991. Celui-ci est devenu plus tard connu sous le nom de Tribunal pénal international pour l'ex-Yougoslavie (TPIY).
La résolution a ensuite demandé au secrétaire général Boutros Boutros-Ghali de soumettre, au plus tard 60 jours après l'adoption de la résolution, un rapport sur les propositions et options spécifiques relatives à la mise en œuvre de la décision de création de ce tribunal, y compris son fondement juridique. Dans le même temps, les suggestions des États membres seront examinées et, après l'adoption de la résolution 808, des propositions seront soumises, entre autres, par la France, l'Italie et la Suède. Le tribunal sera officiellement établi dans la résolution 827 (1993).

## Voir également
- Dislocation de la Yougoslavie
- Génocide bosniaque
- Guerre de Bosnie-Herzégovine
- Guerre de Croatie
- Guerres de Yougoslavie